# Silnice D512
Silnice D512 (chorvatsky Državna cesta D512) je silnice v Chorvatsku. Je dlouhá 30,6 km. Slouží především ke spojení mezi dálnicí A1 (vesnice Ravča) a Makarskou riviérou. Pro spojení dálnice s pobřežím je však spíše využíván tunel Sveti Ilija na silnici D76. Do roku 2018, kdy se platil za použití tunelu poplatek, byla silnice využívána více, především díky snaze tunel objet. Dnes je silnice využívána především ke spojení mezi Makarskou a Vrgoracem, k čemuž je však částečně používána i silnice D62.

## Průběh
Silnice D512 je horská silnice, procházející vrchem přes pohoří Biokovo. Nejprve se v Ravči odpojuje ze silnice D62 na jihozápad. Poté prochází přes malé horské vesničky, do nichž patří Kljenak, Duge Njive, Gornje Igrane a Srida Sela (součást přímořské vesnice Tučepi). Silnice pak končí na křižovatce se silnicí D8 na jihovýchod od města Makarska.

## Opravy
Od 24. listopadu 2010 do 8. července 2011 byla silnice uzavřena z důvodu sesuvu půdy z hory Gučeva nad Podgorou, mezi vesnicemi Gornje Igrane a Srida Sela. To značně ztížilo dopravu mezi Makarskou a Vrgoracem, muselo se jezdit přes silnici D39 do Šestanovace a následně přes silnici D62 přes Ravču, nebo přes silnici D8 do města Ploče a následně přes silnici D425 na dálnici A1. Během této doby byl v místě sesuvu postaven 230 m dlouhý tunel Stupica.
Od 21. října 2020 začaly rozsáhlé opravy silnice na 15 km dlouhém úseku Duge Njive – Ravča kvůli častým sesuvům půdy a dírám v silnici; silnice D512 byla v jednom směru uzavřena a provoz začal být řízen dočasnou dopravní signalizací. Na silnici bude vytvořen další tunel dlouhý 180 metrů a tři viadukty o celkové délce 232 m. Opravy mají být ukončeny 20. října 2021 a stát přibližně 80 milionů chorvatských kun.